# Half Nelson (Album)
Half Nelson ist ein Kompilationsalbum von Willie Nelson. Es wurde 1985 von CBS Records veröffentlicht und sammelt einige Duette.

## Hintergrund
Half Nelson ist eine Sammlung von zehn Duetten, wobei einige exklusiv auf dieser Kompilation zu finden sind. Das Duett I Told a Lie to My Heart mit Hank Williams wurde erst durch moderne Studiotechnik möglich, da Williams bereits 1953 verstorben war.

## Titelliste
| #  | Titel                            | Duettpartner   | Songwriter                  | Produzent                                         | Länge |
| -- | -------------------------------- | -------------- | --------------------------- | ------------------------------------------------- | ----- |
| 1  | Pancho and Lefty                 | Merle Haggard  | Townes Van Zandt            | Merle Haggard, Willie Nelson & Chips Moman        | 4:49  |
| 2  | Slow Movin’ Outlaw               | Lacy J. Dalton | Dee Moeller                 | Marshall Morgan, Paul Worley                      | 3:38  |
| 3  | Are There Any More Real Cowboys? | Neil Young     | Neil Young                  | Neil Young, Elliot Mazer, David Briggs, Ben Keith | 3:06  |
| 4  | I Told a Lie to My Heart         | Hank Williams  | Hank Williams               | Bill Ivey                                         | 2:56  |
| 5  | Texas on a Saturday Night        | Mel Tillis     | Mundo Earwood               | Harold Shedd                                      | 2:42  |
| 6  | Seven Spanish Angels             | Ray Charles    | Troy Seals, Eddie Setser    | Billy Sherrill                                    | 3:49  |
| 7  | To All the Girls I Loved Before  | Julio Iglesias | Hal David, Albert Hammond   | Richard Perry                                     | 3:37  |
| 8  | They All Went to Mexico          | Carlos Santana | Greg Brown                  | Jerry Wexler, Barry Beckett                       | 4:51  |
| 9  | Honky Tonk Women                 | Leon Russell   | Mick Jagger, Keith Richards | Willie Nelson, Leon Russell                       | 3:39  |
| 10 | Half a Man                       | George Jones   | Willie Nelson               | Billy Sherrill                                    | 3:06  |

Viele der Songs sind Coverversionen anderer Künstler. Zudem waren einige Songs bereits veröffentlicht. Pancho and Lefty stammt von Townes Van Zandt und war gleichzeitig der Titelsong eines 1983 veröffentlichten Kollaborationsalbums von Willie Nelson und Merle Haggard. To All the Girls I’ve Loved Before, ein Lied von Hal David und Albert Hammond stammte aus Julio Iglesias’ Album 1100 Bel Air Place (1984). They All Went to Mexico stammte aus Carlos Santanas Album Havana Moon.
Exklusiv für das Album aufgenommen wurden Seven Spanish Angels mit Ray Charles, das Rolling-Stones-Cover Honky Tonk Women mit Leon Russell, Are There Any More Real Cowboys? mit Neil Young, Slow Movin’ Outlaw mit Lacy J. Dalton, Texas on a Saturday Night mit Mel Tillis und der Nelson-Klassiker Half a Man mit George Jones sowie das Hank-Williams-Duett.

## Erfolg
Half Nelson erreichte in den Billboard 200 Platz 178 und hielt sich drei Wochen in den Charts.

## Singleauskopplungen
Seven Spanish Angels war die erste Singleauskopplung aus dem Album und erschien im November 1984. Das von Troy Seals und Eddie Setser für Nelson und Ray Charles geschriebene Stück erreichte Platz 1 der US Hot Country Songs in den Billboard-Charts.
1985 erschien Are There Any More Real Cowboys?, Nelsons Duett mit Neil Young als zweite Singleauskopplung.